# 华沙地铁
华沙地铁（波蘭語：Metro w Warszawie），是波兰首都华沙市的城市轨道交通系统，目前有2条线路，分别呈南北和东西走向，1號線于1995年开通，2號線于2015年開通，部分路段尚在建設中。目前华沙地铁共有39個車站，线网總長度41.3 km，3號線第一階段已獲批，即將開始建設。

## 歷史

### 規劃
華沙地鐵的計畫最早開始於1920年代，1918年波兰第二共和国成立，作為國家首都，波蘭計畫在華沙建造地鐵，1925年華沙市當局通過了第一個關於開發地下鐵路項目的決議，包括南北向與東西向的兩條路線，並在1927年開始地質研究，然而1930 年代初的大蕭條停止了地鐵的計畫。1938年地鐵的研究恢復，卻因為1939年爆發的二戰再度停止。
二戰結束後，華沙再次重啟對地鐵的規劃，當時規畫的地鐵形式主要以地面路段為主，隧道只占約1/3的路段，而且主要為淺層隧道，1950年華沙在苏联顧問建議下，決定基於軍事需求，建造深層隧道的地鐵。工程在維斯瓦河下展開，卻在1953年停止，主要原因是工程費用過於昂貴。地鐵建設的失敗導致華沙地鐵在波蘭成為禁忌，遭到波兰人民共和国的出版審查封鎖。
1970年代華沙的發展已經導致城市內交通壅塞，周圍地區的發展，需要與市中心連接的交通，1971年華沙再次提出地鐵建設計畫，預計 1985 年建成第一條地鐵，當局在1975年完成對地鐵的規劃，但礙於波蘭財務狀況吃緊遲遲未能開工。1982年波蘭統一工人黨第一書記沃伊切赫·雅魯澤爾斯基與蘇聯共產黨總書記列昂尼德·布里茲涅夫達成協議，由蘇聯協助波蘭華沙建造地鐵，同年12月23日众议院通過华沙地铁建設的決議。

### 建設
華沙地鐵於1983年4月動工，然而在1980年代末期波蘭經濟狀況惡化，導致地鐵建設資金短缺、工程進度緩慢。1989年波蘭民主化運動之後，波蘭共和國成立，1992年華沙地鐵的投資發生變更，不再由中央政府出資，而是由華沙市政府出資主導、中央政府補貼的方式進行。

### 開通與擴張
1995 年 4 月 7 日 華沙地鐵1號線的首段正式開通，從卡巴特站到理工大學站，長22.7 公里共有 21 個車站。1996年華沙市議會通過1號線南延計畫，因為建設融資形勢嚴峻，南延工程分八階段施工，1998年延長一站至中央站，之後1號線又在2001、2003、2005、2006、2008年 4 月和10月延長，2008年10月25日1號線延長至姆沃奇內站，全線完工後目前長23.1公里，有21個車站。
2005年華沙市議會通過分階段建設地鐵2號線的計畫，2號線為東西向，最初計畫包括主線和東部兩條支線，首通段為中段從達申斯基圓環站至華沙維爾紐斯車站，2009 年招標完成並動工，2015年3月8日2號線首段通車。隨後2號線繼續延伸工程，2019年與2020年分別在東段和西段開通3個車站；2022年6月西段開通2個車站，9月東段再開通3個車站，目前2號線長18.6公里，共有18個車站。

## 路線與車站

### 路線
| 路線 | 起訖車站              | 首段開通時間 | 長度 (km) | 站點數 | 備註                             |
| ---- | --------------------- | ------------ | --------- | ------ | -------------------------------- |
| M1   | 卡巴特站 ↔ 姆沃奇內站 | 1995年4月7日 | 23.1      | 21     | 共分八階段通車，目前全線通車營運 |
| M2   | 貝莫沃站 ↔ 布羅德諾站 | 2015年3月8日 | 18.6      | 18     |                                  |
| 總數 | 總數                  | 總數         | 41.3      | 39     |                                  |

## 地鐵車輛

### 81型列車

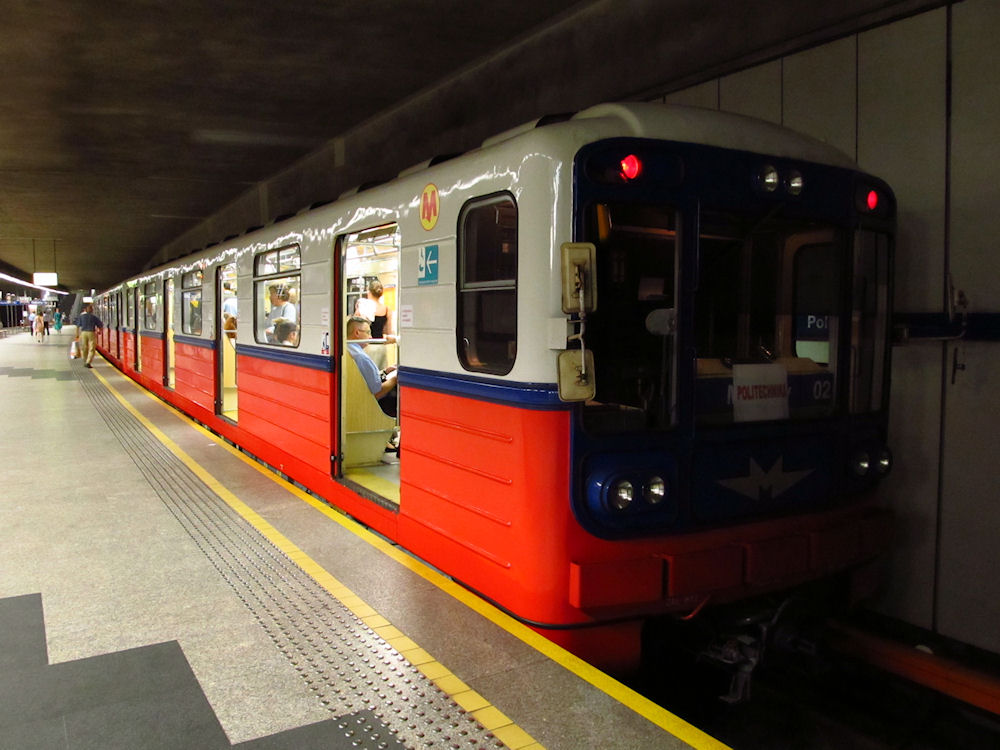
81-717.3/714.3型
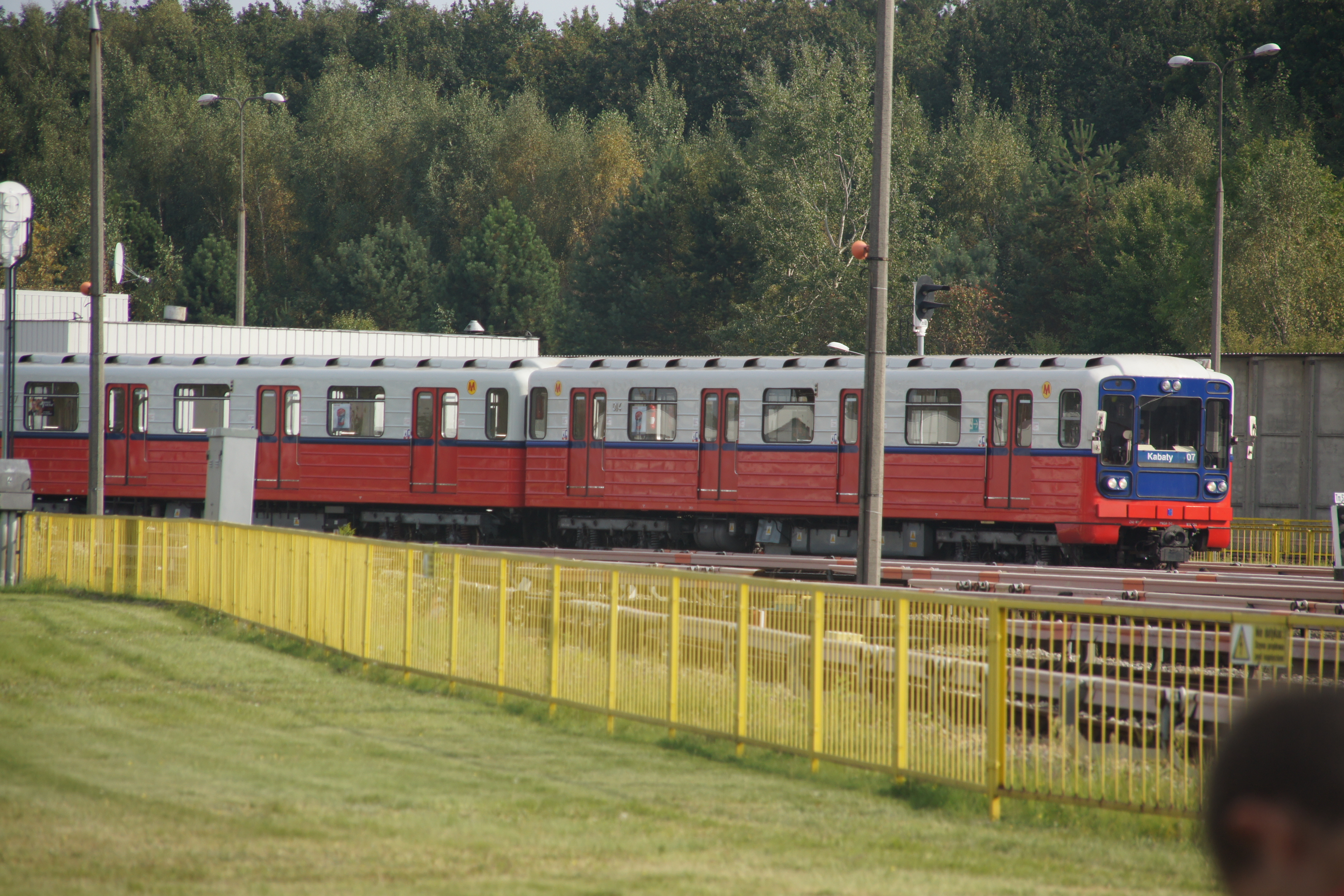
81-572/573型
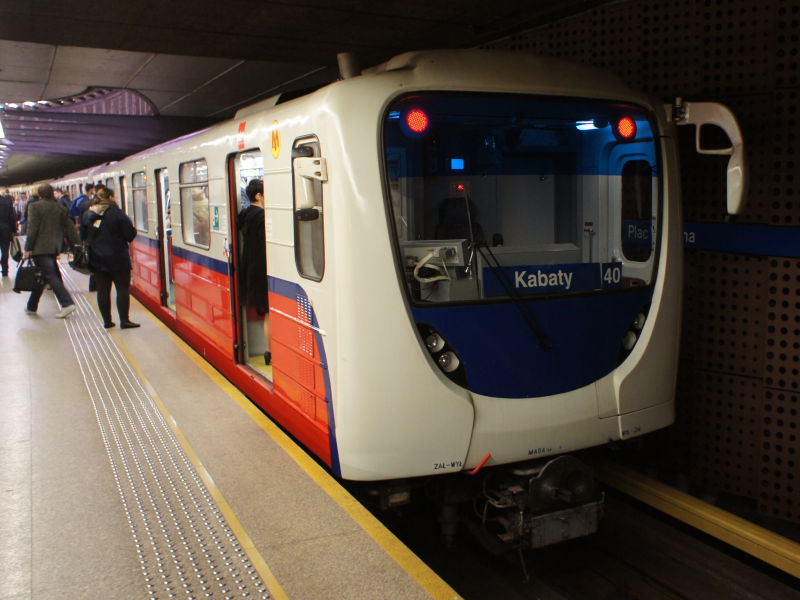
81-572.2/573.2型

華沙地鐵最初的列車為蘇聯製造的地鐵81-717/714型電車，由地鐵車輛機械製造廠 (OAO)製造，並將軌距變更為波蘭的標準軌，又稱為81-717.3/714.3型。81-717.3/714.3型於1989年製造，1982年兩國協議製造90輛列車，最後因為波蘭財政困難，只製造10輛。列車1990年運抵華沙，因為工程延誤直到1995年才投入營運。由於最初的81-717.3/714.3型數量不足，華沙在1994年增購32輛列車，增購列車外觀與81-717.3/714.3型相同，但防火性能有所提高，駕駛室採用換氣扇強制換氣，新列車由另一間位於圣彼得堡的俄罗斯製造商製造，型號為81-572/573型。
1998年由於路線延長，以及列車編組擴張，再增購18輛列車，2005年又因為編組擴張增購30輛列車，1998與2005年引入的列車稱為81-572.1/573.1型。2009年華沙再次引入42輛俄製列車，稱為81-572.2/573.2型，外觀與此前列車不同，採用圣彼得堡地铁81-540.2/541.2型電車的外觀。華沙地鐵所有俄製列車統稱為81型列車，81型列車共有132輛列車，可編為22列6編組列車，最初營運時採用3節編組，1998年增至4節，2005年之後採用6節編組，列車每節載客量200人，最高速度90公里/小時，採用標準軌距、750伏特直流電第三軌供電。華沙曾在2005至2007年間為81-717.3/714.3型至81-572.1/573.1型進行翻新。
2023年3月29日81型列車最後一次運行，81型列車隨後改變軌距，轉移給基輔地鐵使用。

### 大都會型列車

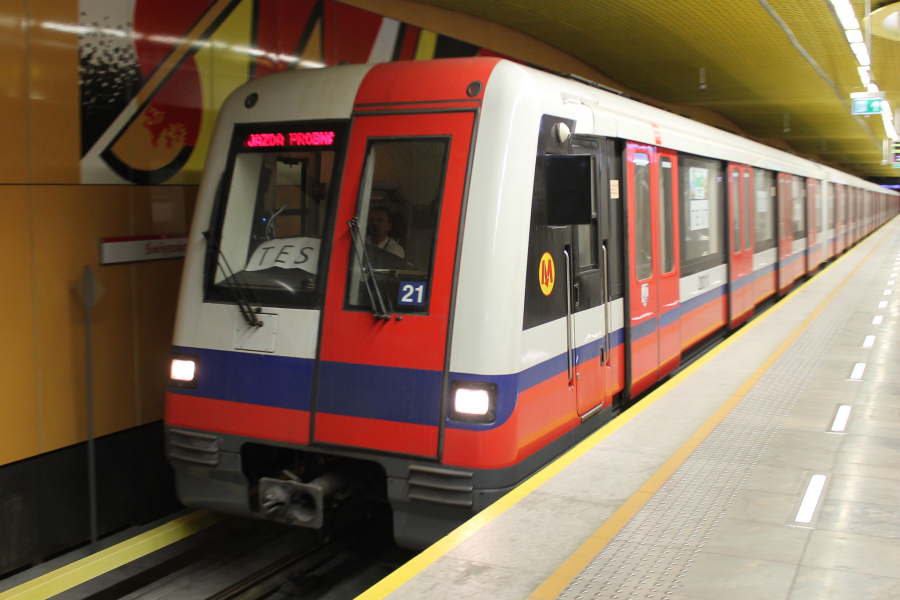
阿爾斯通大都會98B原塗裝。
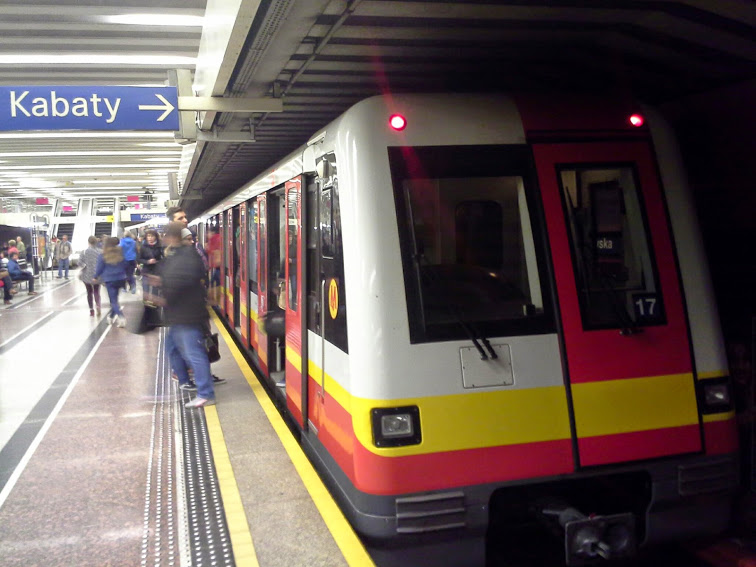
阿爾斯通大都會98B新塗裝。

1998年華沙地鐵招標108輛新地鐵車輛由阿爾斯通在西班牙巴塞隆納和波蘭霍茹夫的子公司 (原波蘭電車製造商康斯塔爾)製造，新地鐵車輛屬於阿爾斯通大都會型列車，列車於2000至2005年製造，2000年開始投入營運，型號為阿爾斯通大都會98B，共108節列車，以6節編組營運，可編為18列列車，每列列車載客量1454人，其中座位264位，最高速度90公里/小時，使用750V直流電第三軌供電。華沙曾在2014至2017年間為阿爾斯通大都會98B列車進行翻新，並為列車重新塗裝。

### 西門子Inspiro

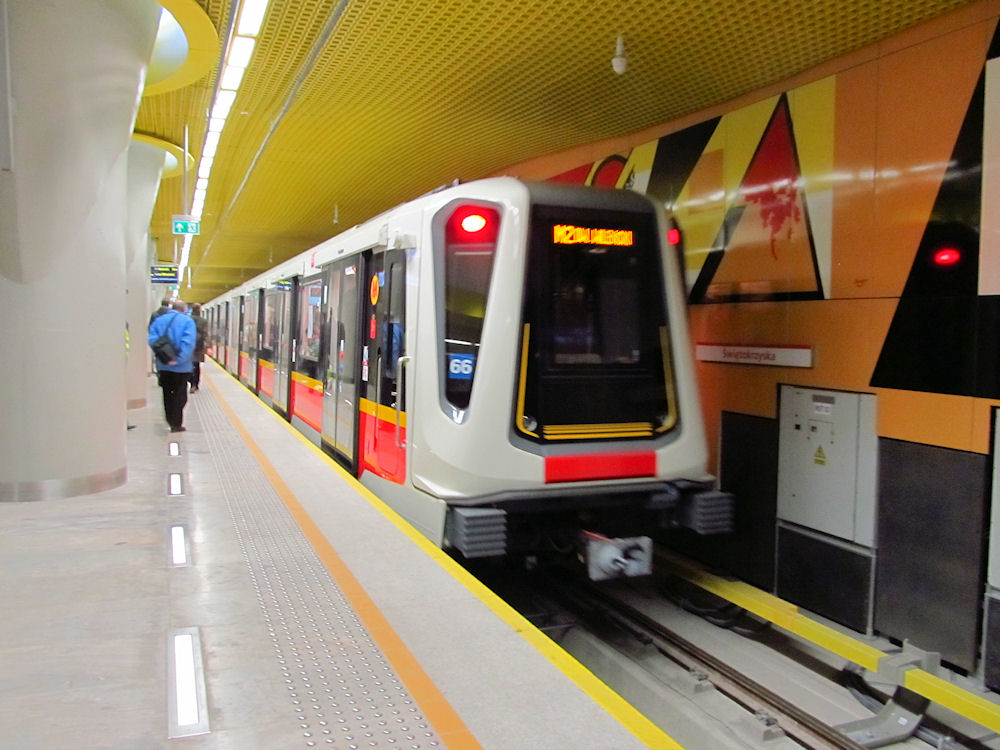
華沙地鐵西門子Inspiro列車。

西門子Inspiro列車是華沙地鐵目前最新的列車，華沙地鐵也是第一個使用西門子Inspiro列車的地鐵系統，2011年2月華沙與西門子簽約製造210輛地鐵車輛。2013年10月，西門子Inspiro正式投入華沙地鐵營運，2015年2號線通車後，大部分西門子Inspiro投入2號線營運，西門子Inspiro也是目前2號线唯一使用的列車。
華沙地鐵目前共有210節西門子Inspiro列車，以6節編組營運，每列載客量1500人，其中座位232位，最高速度90 km/h，使用750V直流電第三軌供電。

### 斯柯達列車

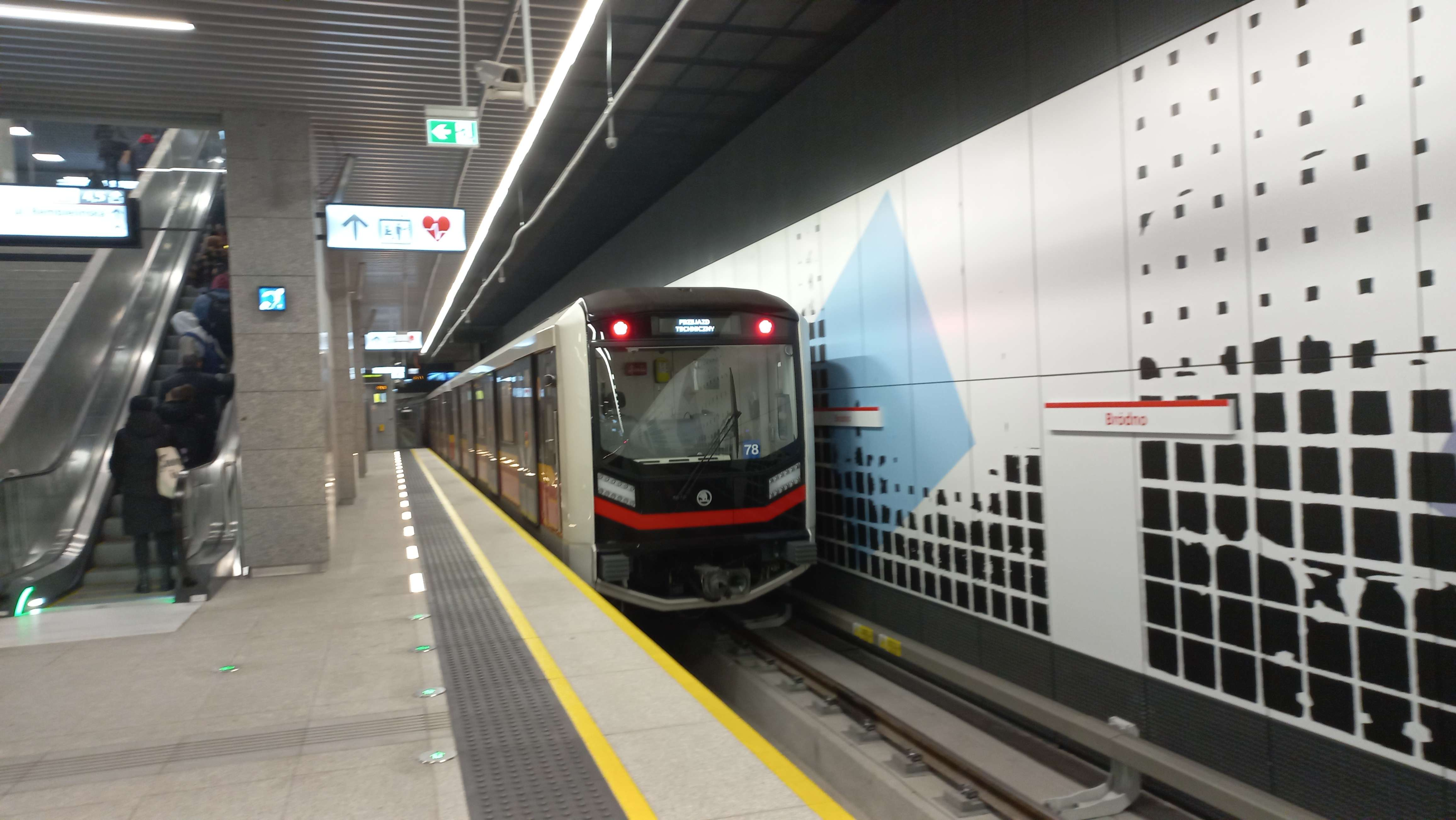
華沙地鐵斯柯達列車

華沙地鐵的最新列車--斯柯達華沙列車，由捷克Skoda運輸製造，新列車招標於2017年進行，由Skoda運輸以16.08億茲羅提獲標，原定製造37列七節編組列車，之後改為45列六節編組列車。該合約是華沙地鐵歷史上最大的地鐵車輛訂單，新列車將在1、2號線營運，取代1號線的俄製81型列車。新列車的名稱由網路票選，結果將被命名為「Varsovia」，即拉丁语中的華沙。新列車採4動2拖配置的6節編組，最高時速為90km/h，長度為118.2m，可容納1,500名乘客。2022年4月第一輛列車交付，並開始進行測試，10月斯柯達列車開始投入營運。

## 營運

華沙地鐵的客運量 (1995-2021年)

華沙地鐵的客運量自開通後至2019年為止穩定成長，2019年客運量非假日為每日75,5000人，全年客運量为1億9,540萬人。

### 票務
華沙地鐵是華沙公共交通系統的一部分，除了地鐵華沙還有公車、華沙電車、華沙通勤鐵路、華沙城市快鐵等公共交通系統，這些公共交通在華沙與周圍衛星城市使用單一費率。車票分為單程票與定期票，票價依據時間與距離而異，距離部分華沙公共交通系統分為兩個收費區段。
單程票20分鐘1+2區票票價為3.4波兰兹罗提，75分鐘1區票價為4.4兹罗提，90分鐘1+2區票價為7兹罗提；時間較長的單程票有24小時票1區為15兹罗提，1+2區為26兹罗提；72小時票1區為36兹罗提，1+2區為57兹罗提。週末乘車可以考慮週末票，只出售1+2區票，適用時間週五晚上 7:00 到週一早上 8:00，票價24兹罗提。
定期票有月票 (30日)和季票 (90日)，1區月票價格為110兹罗提，2區為112兹罗提，1+2區為180兹罗提，使用記名的華沙城市卡另有優惠，針對長期旅行者出售不記名旅行票，30日票價為230茲羅提。

### 營運時間
華沙地鐵1號線的營運時間週日至週四為早上 5 點至午夜，週五和週六延長營業至隔日凌晨 2 點左右，列車班距高峰時段每 2-3 分鐘一班，非高峰時段每 6 至 10 分鐘一班，午夜後每 15 分鐘一班。2號線的營運時間週日至週四為早上 5 點至午夜0:30，週五和週六延長營業至隔日凌晨 2:30，列車班距高峰時段每 3分鐘一班，非高峰時段每 6 至 10 分鐘一班，午夜後每 15 分鐘一班。

## 未來規劃

2050年華沙地鐵網路發展計劃

| 路線 | 起訖車站               | 狀態   | 開通時間    | 長度 (km) | 站點數 | 備註                   |
| ---- | ---------------------- | ------ | ----------- | --------- | ------ | ---------------------- |
| M2   | 卡羅琳 ↔ 布羅德諾      | 建設中 | 2023~2024年 | 22        | 21     | 其中13座車站已通車營運 |
| M3   | 國家體育場站↔ 戈茨瓦夫 | 獲批   | 2028年      | 9         | 7      |                        |

### 路網擴張
華沙地鐵目前營運的兩條路線中，1號線沒有延長計畫，但規劃新增2個車站，分別是A12憲法廣場站和A16穆拉諾夫站，由於預算限制，這兩個車站在1989年被暫時取消設置。但A12與A16站並未從計畫中被取消，2006年兩站確定建設，並對站點進行微調，2019年華沙地鐵與承包商簽約，協議2年內完成車站的設計，車站的設計由於2019冠状病毒病疫情影響而延遲，由於設計尚未完成，協議日期已延至2022年7月，預計完工時間是2026年。2號線目前尚有延伸工程在建設中，預計2號線的延伸工程在2023~2024年間完工，完工後2號線全長約22公里，共有21個車站。
華沙地鐵3號線為華沙一條規劃中的地鐵路線，2006年時3號線曾作為2號線的東南支線，因為當時有歐盟資金挹注，但最終市政府將所有歐盟資金都分配給了優先建設的中段。2016年華沙將3號線再次獨立，2020 年華沙公布3號線的初步路線與站點位置，2021年3號線第一階段建設獲批准開始建設，2021年3月15日正式動工，預計2028年開通。2023年華沙公布到2050年的地鐵規劃，計畫屆時華沙將有5條地鐵路線。

## 外部連結
- 華沙地鐵 （页面存档备份，存于）（波兰語）
- 華沙公共交通 （页面存档备份，存于）（英文）（波兰語）